# Loch Dubh (Dunbeath Water)
Loch Dubh (schottisch-gälisch: „Schwarzer See“) ist ein Süßwassersee in der schottischen Council Area Highland beziehungsweise in der traditionellen Grafschaft Caithness. Der See ist nicht zu verwechseln mit dem nahegelegenen Loch Dubh oder dem Loch Dubh.

## Beschreibung
Der See liegt auf einer Höhe von 216 Metern über dem Meeresspiegel in einer äußerst dünn besiedelten Region von Caithness. Seine Ufer sind unbesiedelt. Die nächstgelegene größere Siedlung ist das zwölf Kilometer südöstlich am Moray Firth gelegene Dunbeath. Der Loch Dubh ist nicht durch Straßen erschlossen. Der nächstgelegene befestigte Weg verläuft sechs Kilometer südlich. Der etwas kleinere Loch Breac befindet sich etwa einen Kilometer nordöstlich.
Der längliche Loch Dubh weist eine maximale Länge von 0,95 Kilometern bei einer maximalen Breite von 0,41 Kilometern auf, woraus sich eine Fläche von 23 Hektar und ein Umfang von drei Kilometern ergeben. Die mittlere Tiefe des Loch Dubh beträgt 5,0 Meter, woraus ein Volumen von 1.161.388 Kubikmetern resultiert. Sein Einzugsgebiet umfasst 380 Hektar und besteht zu 90 % aus Moorland, während Grundwasser 6,1 % des Zuflusses ausmacht. Das Einzugsgebiet erstreckt sich im Wesentlichen nach Nordwesten. Der See verfügt über keine benannten Zuflüsse. Der vom Südufer abfließende Allt a’ Bhuic mündet in das Dunbeath Water, das in Dunbeath in den Moray Firth entwässert.